# Muhàmmad ibn Abi-Uyayna
Abu-Harb Muhàmmad ibn Abi-Uyayna ibn al-Muhàl·lab ibn Abi-Sufra al-Muhal·labí o, més senzillament, Muhàmmad ibn Abi-Uyayna fou un membre de la família muhal·làbida. Es va passar als abbàssides i es va revoltar a Bàssora el 750. Fou nomenat governador de Rayy pel califa Al-Mansur (754-775), però després fou empresonat i va haver de pagar una forta multa que li va imposar el mateix califa.